# Seth Helgeson
Seth Helgeson, född 8 oktober 1990, är en amerikansk professionell ishockeyspelare som tillhör NHL-organisationen New Jersey Devils och spelar för deras primära samarbetspartner Albany Devils i American Hockey League (AHL). Han har tidigare spelat på lägre nivåer för och Minnesota Golden Gophers (University of Minnesota) i National Collegiate Athletic Association (NCAA) och Sioux City Musketeers i United States Hockey League (USHL).
Helgeson draftades i fjärde rundan i 2009 års draft av New Jersey Devils som 114:e spelaren totalt.

## Statistik
| 2006–2007   | Faribault High           |             | 27  | 19 | 17 | 36 | 0   | — | — | — | — | — |
| 2007–2008   | Sioux City Musketeers    | USHL        | 58  | 3  | 8  | 11 | 41  | 4 | 0 | 1 | 1 | 2 |
| 2008–2009   | Sioux City Musketeers    | USHL        | 58  | 4  | 12 | 16 | 64  | — | — | — | — | — |
| 2009–2010   | Minnesota Golden Gophers | NCAA        | 31  | 1  | 0  | 1  | 24  | — | — | — | — | — |
| 2010–2011   | Minnesota Golden Gophers | NCAA        | 36  | 1  | 6  | 7  | 66  | — | — | — | — | — |
| 2011–2012   | Minnesota Golden Gophers | NCAA        | 43  | 5  | 9  | 14 | 70  | — | — | — | — | — |
| 2012–2013   | Minnesota Golden Gophers | NCAA        | 40  | 0  | 5  | 5  | 62  | — | — | — | — | — |
|             | Albany Devils            | AHL         | 4   | 0  | 0  | 0  | 2   | — | — | — | — | — |
| 2013–2014   | Albany Devils            | AHL         | 75  | 1  | 9  | 10 | 100 | 4 | 0 | 0 | 0 | 2 |
| 2014–2015   | New Jersey Devils        | NHL         | 1   | 0  | 1  | 1  | 2   | — | — | — | — | — |
|             | Albany Devils            | AHL         | 12  | 0  | 2  | 2  | 11  | — | — | — | — | — |
| NHL totalt  | NHL totalt               | NHL totalt  | 1   | 0  | 1  | 1  | 2   | — | — | — | — | — |
| AHL totalt  | AHL totalt               | AHL totalt  | 91  | 1  | 11 | 12 | 113 | 4 | 0 | 0 | 0 | 2 |
| NCAA totalt | NCAA totalt              | NCAA totalt | 150 | 7  | 20 | 27 | 222 | — | — | — | — | — |
| USHL totalt | USHL totalt              | USHL totalt | 116 | 7  | 20 | 27 | 105 | 4 | 0 | 1 | 1 | 2 |